# 斯蒂雷爾山
斯蒂雷爾山（英語：Mount Stierer），是南極洲的山峰，位於維多利亞地的斯科特海岸，處於別林斯高晉山東北面2.8公里，屬於阿爾伯特親王山脈的一部分，海拔高度1,080米，美國地質調查局根據測量和美國海軍拍攝的空中照片繪入地圖，現時由南極條約體系管理。